# USL 슈퍼-20 리그
USL 슈퍼-20 리그(Super-20 League)는 미국과 캐나다 유스축구 리그(17세~20세)이다.

## 클럽

### 남자

#### 미드웨스트 디비전
- 시카고 파이어
- 신시내티 유나이티드 프리미어
- 콜럼버스 크루 주니어
- 킹스 사커 아카데미
- TKO 프리미어
- 토론토 링크스 주니어

#### 미드 애틀랜틱 디비전
<그룹 A>
- 비치사이드 SC
- 브루클린 나이츠
- 이스턴 FC
- FC 할렘
- FC 뉴욕
- 뉴어크  아이론바운드 SC
- 저지 나이츠
- 뉴저지 레인저스
- 파시패니 SC
- TSF 아카데미

<그룹 B>
- 해리스버그 시티 아일랜더스 아카데미
- D.C. 유나이티드
- 오션 시티 FC
- 페루자 그리포스
- 포토맥 SC
- 프린스턴 사커
- 센트럴 저지 스파르탄스
- 레딩 유나이티드 AC
- 레알 메릴랜드 모나크스
- 슈퍼 노바 FC

#### 뉴 잉글랜드 디비전
- 블랙 와치 SC
- 매스 프리미어 사커 불독즈
- 포틀랜드 피닉스 FC
- 포틀랜드 피닉스 FC 리저브
- 시코스트 유나이티드

#### 사우스 애틀랜틱 디비전
- 알파레타 유나이티드
- 메클렌부르크 유니언
- 프레데릭스버그 에어리어 사커어소시에이션
- 노스턴 버지니아 로열스
- 노바 FC
- 트라이앵글 FC

#### 퍼시픽 서던 캘로포니아 디비전
- CD 치바스 USA
- 랭커스터 래틀러스
- 로스앤젤레스 갤럭시
- 포웨이 버케로스
- 스코어 USA-에버턴
- 서던 캘로포니아 시홀스

### 여자

#### 미드 애틀랜틱 디비전
- 브루클린 나이츠
- 메릴랜드 러시
- 매치 피트 첼시
- 사우스 저지 바론스
- 파시패니 SC
- 프린스턴 사커
- 센트럴 저지 스파르탄스
- 레딩 유나이티드 AC
- TSF 아카데미
- 워싱턴 프리덤
- 웨스트체스터 플레임스

#### 뉴 잉글랜드 디비전
- 매스 프리미어 사커 레니게이즈
- 포틀랜드 피닉스 FC
- 시코스트 유나이티드
- 토론토 링크스 주니어
- 웨스턴 매스 파이어니어스
- 뉴욕 엘리트 FC

#### 사우스 애틀랜틱 디비전
- 이스트 테네시 SF
- FC 프레데릭스버그
- 햄프턴 로즈 피라니아즈
- 노스턴 버지니아 마제스틱스
- 트라이앵글 FC
- 웨스트 버지니아 일루션

#### 록키 마운틴  디비전
- 볼더 카운티 포스
- 콜로라도 포스
- 콜로라도 러시
- 레알 콜로라도 폭시스
- 프라이드 사커 클럽

## 같이 보기
- 슈퍼 Y 리그(en)